# منطقه حیات وحش

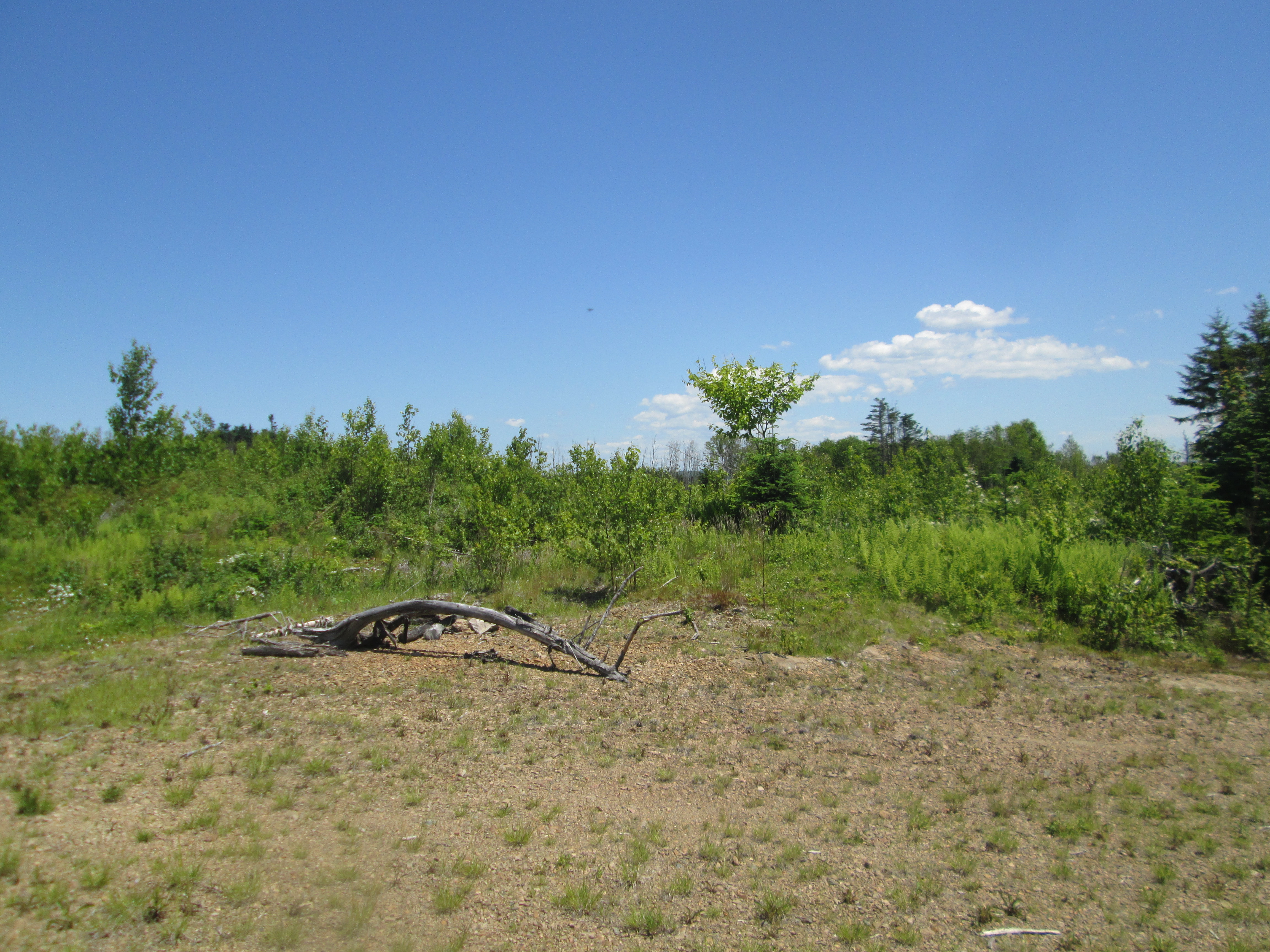
منطقه حیات وحش

منطقه حیات وحش یا منطقه بکر و مهارنشده (wilderness area) به منطقه‌ای گفته می‌شود که در آن زمین در حالت طبیعی بوده و اثرات عوامل انسانی در آن مانند طبیعت وحش ناچیز است. این مناطق ممکن است به نام منطقه وحشی، طبیعی و بکر و دست‌نخورده نیر نامیده شوند. در کشورهای ثروتمند و صنعتی این مناطق دارای معنی حقوقی و قانونی مشخصی هستند که به موجب آن توسعه انسانی زمین توسط قانون محدود و ممنوع شده‌است. کشورهای زیادی منطقه حیات وحش هستند که از آن جمله می‌توان استرالیا، کانادا، نیوزیلند، آفریقای جنوبی و ایالات متحده آمریکا را نام برد.